# Xã Westola, Quận Morton, Kansas
Xã Westola (tiếng Anh: Westola Township) là một xã thuộc quận Morton, tiểu bang Kansas, Hoa Kỳ. Năm 2010, dân số của xã này là 60 người.